# Monster High (película de 2022)
Monster High: The Movie (conocida como Monster High: La película en algunos países de Hispanoamérica), es una película musical estadounidense de 2022 en imagen real dirigida por Todd Holland. Está basada en la franquicia de muñecas de Mattel, Monster High y es la decimoquinta película de la franquicia de películas del mismo nombre.
La película tuvo su estreno el 6 de octubre de 2022 en Nickelodeon y Paramount+ en los Estados Unidos y es uno de los proyectos anunciados por Mattel junto con la nueva serie animada de Monster High como parte de la tercera generación y el segundo relanzamiento de la franquicia.

## Argumento
Clawdeen Wolf es una chica birracial mitad hombre lobo y mitad humana, nacida de un padre humano llamado Apollo y una madre mujer lobo sin nombre (que falleció por razones desconocidas). Debido a que era en parte un monstruo, Clawdeen pasó toda su vida en el mundo de los humanos escondiéndose de la gente. En el cumpleaños número 15 de Clawdeen, recibe una invitación para estudiar en Monster High, una escuela secundaria para monstruos a la que su madre solía asistir cuando era joven. Aunque se muestra reacio, Apollo acepta dejarla asistir a la escuela, pero le advierte que debe ocultar su lado humano, porque los humanos son considerados las mayores amenazas de los monstruos y solo se permiten "verdaderos corazones de monstruos" en la escuela.
Una vez que llega a Monster High (que se representa como una escuela viva), Clawdeen finalmente siente que pertenece a algún lugar. Al ser guiada a su dormitorio cuando le pregunta a Monster High dónde está después de que Ghoulia Yelps le cuente sobre ella, se hace amiga de Frankie Stein, un monstruo no binario, descendiente de Frankenstein y que tiene solo 15 días de edad con un cerebro brillante hecho de diferentes partes del cerebro y se enamora de Deuce Gorgon, hijo de Medusa y Lyra. También conoce a Draculaura, hija de Drácula, que es presionada por su padre para ser una de las mejores alumnas, a Cleo de Nile, hija de la momia, la Abeja Reina de la escuela y exnovia de Deuce, a Lagoona Blue, hija de un monstruo marino, a Sea Nympth y la mejor amiga de Cleo. La directora de la escuela, Buenasangre (Bloodgood en inglés), invita a Clawdeen a hablar en una cena con el Consejo Estudiantil de Monster High en el Día de los Fundadores, para representar a los estudiantes, a lo que ella accede.
Durante su tiempo en Monster High, Clawdeen descubre que se transforma en una humana completa cuando siente emociones fuertes como miedo o nerviosismo. En su primera clase, su nuevo profesor, el Sr. Komos, les enseña a los estudiantes sobre la historia de Monster High y cómo los monstruos odian a los humanos. Él les cuenta la historia de Eddy Hyde, un exalumno mitad humano mitad monstruo que fue expulsado de la escuela cuando se descubrió su lado humano y fue asesinado por cazadores humanos, lo que hace que Clawdeen tema aún más ser descubierta. Ella se entera de Komos que Hyde creó una fórmula que podría transformar a un mitad monstruo mitad humano en un monstruo completo, pero nunca la probó debido a que fue expulsado antes de poder hacerlo. Clawdeen decide encontrar la fórmula para que nadie pueda descubrir su secreto e investiga sobre Hyde.
Clawdeen comienza a transformarse en un humano aún más, solo para ser descubierta por Frankie. Aunque se asustó brevemente, Frankie no evita a Clawdeen. En cambio, la ayudan a encontrar el laboratorio secreto de Hyde, que aparentemente se encuentra en el cementerio de la escuela. Al llegar allí, descubren a Draculaura practicando la brujería, algo prohibido en Monster High, ya que brujas y vampiros están en guerra desde hace siglos. Frankie y Clawdeen prometen mantener sus habilidades en secreto (siendo impresionados por la magia de la vampiro) y Draculaura ayuda a los dos en su misión. Descubren un lugar que aparentemente es el laboratorio, pero tiene una cerradura que solo cierta mano puede abrir.
Draculaura descubre un hechizo que podría desbloquear la apertura, pero uno de los ingredientes es hueso de ogro que es de lo que está hecha la copa de la directora. Clawdeen va a su oficina a buscar migajas de la taza y Cleo casi la atrapa. Draculaura logra transformarla para que se vea y suene exactamente como Buenasangre para que Cleo piense que es la directora real. Otro ingrediente es el veneno de serpiente que Clawdeen obtiene de una de las serpientes de Deuce en su cabello. En su caminata, Deuce le dice a Clawdeen que las gorgonas no siempre son monstruos en los que confiar, lo que hace que los dos se enamoren y se unan fuerzas. Más tarde en la noche, el trío prueba el hechizo, pero no funciona. Regresan a la escuela y son atrapados en acción por la directora Buenasangre, el Sr. Komos y Cleo (quien le contó a Buenasangre sobre la práctica mágica secreta de Draculaura). De repente, la escuela comienza a temblar y Clawdeen salva a Cleo de ser aplastada por una estatua de gárgola.
Sintiendo que está poniendo en peligro a sus amigos y a todos los demás, Clawdeen se marcha triste por la noche y regresa al mundo de los humanos. Draculaura y Frankie la encuentran al día siguiente, diciendo que son sus amigos y que la ayudarán pase lo que pase. Luego descubren que la mano humana de Clawdeen (transformada por su habilidad de convertirse en humana) puede abrir la entrada de la habitación en el cementerio (ya que Hyde también era mitad humano) y lograr hacerlo en la noche de la cena del Día de los Fundadores. Al principio, el lugar parece ser solo la tumba de un ogro, pero descubren una puerta secreta y finalmente encuentran el laboratorio secreto de Hyde y la fórmula. Clawdeen está a punto de beberlo, pero se resiste a renunciar a su lado humano y a su padre. De repente, el Sr. Komos aparece en el laboratorio y revela que también es mitad humano. Le dice a Clawdeen que renunciar a sí misma no es la respuesta y hay una mejor manera, por lo que le da la fórmula. Pero Komos lo bebe todo y se revela como el hijo de Hyde, Eddy Hyde, Jr., que busca destruir Monster High y los humanos para vengar la muerte de su padre.
La fórmula transforma al Komos en un monstruo de pura sangre, con el poder de absorber los poderes y la esencia de los monstruos (tomando primero las habilidades vampíricas de Draculaura). Después de encerrar al Sr. Komos en el laboratorio, el trío hace un concierto para llamar a Cleo en busca de ayuda, quien, más tarde, llega con Lagoona, Deuce, Ghoulia, Heath Burns y Abbey Bominable. El trío puede escapar con el resto del hechizo de desbloqueo de Draculaura.
Una vez que los adolescentes están afuera, Komos logra escapar y roba los poderes de Deuce, transformando al primero en piedra, dejando a Clawdeen devastada, transformándola en una humana completa, para sorpresa de los otros adolescentes. Dicho esto, no evitan a Clawdeen y Cleo le da su teléfono para que Komos mire su reflejo en la cámara selfie, lo que lo transforma en piedra y le devuelve los poderes a Draculaura y Deuce (devolviendo a Deuce a la vida también). Buenasangre, Drácula y el Consejo Estudiantil de Monster High llegan a tiempo no solo para descubrir las verdaderas intenciones de Komos, sino también el secreto de Clawdeen.
Al día siguiente, Apollo llega a Monster High aparentemente para recoger a Clawdeen (que se había transformado nuevamente en un hombre lobo) para que puedan regresar al mundo humano. Para sorpresa de ambos, Buenasangre afirma que no está expulsando a Clawdeen porque demostró que tiene un verdadero corazón de monstruo, ya que Drácula afirma que están reescribiendo un poco el estatuto de la escuela, ya que no todos los humanos son malos. Los monstruos dan la bienvenida a Clawdeen como su primera estudiante oficial de sangre humana, Drácula le permite a Draculaura hacer brujería, Deuce se postula para el Consejo Estudiantil y los tres amigos celebran la estadía de Clawdeen en Monster High con el resto de la escuela, Drácula y Apollo.
En algún otro lugar, una bruja desconocida está observando todo a través de una bola de cristal, planeando deshacerse de los vampiros mientras instruye a sus secuaces para que le traigan a Draculaura.

## Reparto
- Miia Harris como Clawdeen Wolf:[3][4] Es introducida como mitad humana, mitad mujer lobo, mejor amiga de Frankie y Draculaura. Clawdeen es un poco protegida desde que fue criada en el mundo humano.
- Ceci Balagot como Frankie Stein:[3][4] Es el/la hijo/a de Frankenstein y mejor amigo/a de Clawdeen y Draculaura. Nacido/a hace sólo 15 días y creado/a por algunos de los mayores genios de la historia, Frankie es el/la compañero/a de cuarto de Clawdeen. Él/ella es de género "no binario", siendo el "primer personaje LGBTIQ+" oficialmente presentado en la franquicia Monster High.
- Nayah Damasen como Draculaura:[3][4] Es hija de Drácula, amiga de Frankie Stein y Clawdeen Wolf. Un poco rebelde, está obsesionada con la magia, en concreto la brujería, aunque está estrictamente prohibida.
- Case Walker como Deuce Gorgon:[3] Es hijo de Medusa, es el mejor amigo de Heath y exnovio de Cleo.
- Kyle Selig como el Sr. Komos:[3] Es un minotauro y el "maestro genial" residente de Monster High, es increíblemente confiable y ofrece orientación y consejos a Clawdeen sobre cómo encajar en Monster High.
- Jy Prishkulnik como Cleo de Nile:[3] Es hija de la momia de Nile, la exnovia de Deuce y mejor amiga de Lagoona. Popular, elegante y una fashionista total, puede parecer la clásica chica mala, pero hay más en ella de lo que podrías esperar.
- Marci T. House como Directora Buenasangre:[3] Es la hija del jinete sin cabeza, líder fuerte pero justa de Monster High y una estricta seguidora de las reglas.
- Scotch Ellis Loring como Apolo:[3] El padre humano de Clawdeen.
- Steve Valentine como Drácula:[3] El padre de Draculaura y amigo de Buenasangre, miembro del Consejo de Monster High.
- Lina Lecompte como Lagoona Blue:[3] Es hija del monstruo marino y mejor amiga de Cleo.
- Justin Derickson como Heath Burns:[3] Es el hijo de los elementales básicos del fuego, el mejor amigo de Deuce y el interés amoroso de Abbey.
- Lilah Fitzgerald como Ghoulia Yelps:[3] Es hija de los zombis.
- Nasiv Sall como Abbey Bominable:[3] Es hija del Yeti y el interés amoroso de Heath.

## Producción

### Fondo
Antes del anuncio de la película, hubo un intento previo de hacer una película de Monster High de acción en vivo realizada en 2010; el año en que se lanzó la franquicia, Univesal Pictures anunció que una película, alrededor de una aventura mundial, iba a ser un musical de diez capítulos y que sería dirigida por Ari Sandel, programada para estrenarse el 7 de octubre de 2016, pero fue cancelada tras el primer reboot de la franquicia.

### Desarrollo
En 2021, Mattel anunció el regreso de la marca Monster High, prometiendo nuevos contenidos y productos en 2022. Mattel anunció una nueva serie animada y una película de acción real basada en la franquicia. Ambos proyectos se transmitirán en Nickelodeon en los Estados Unidos en 2022. El 9 de noviembre de 2021, se anunció que la nueva película de acción real de Monster High será dirigida por Todd Holland (quien dirigió 50 episodios de The Larry Sanders Show y 26 episodios de Malcolm in the Middle) y estará protagonizada por Miia Harris como Clawdeen Wolf, Ceci Balagot como Frankie Stein y Nayah Damasen como Draculaura.

### Marketing
El 30 de junio de 2022, se subió un tráiler de la película al canal oficial de Nickelodeon en YouTube.

## Secuela
El 25 de octubre de 2022, se anunció una secuela titulada Monster High: The Movie 2. La producción comenzó en enero de 2023 para un estreno ese mismo año en Nickelodeon y Paramount+.